# Милан Дединац
Милан Дединац (Крагујевац, 27. септембар 1902 — Опатија, 26. септембар 1966) био је српски и југословенски песник, најизразитији лирик међу надреалистима.
Слично Црњанском, иако на други начин, он је био следбеник творца српске лирске песме Бранка Радичевића. Није писао много. Скоро читав његов песнички рад сабран је у књизи Од немила до недрага (1957). Бавио се и позоришном критиком.

## Биографија
Школовао се у Београду и Битољу. За време Првог светског рата школује се у француским колеџима у Вилфраншу и Кану, а од 1921. године студирао је на филолошком факултету у Београду, на групи за француски језик и компаративну књижевност. Дипломирао је 1927. године.
Већ после првих песама које је Дединац објавио критика је истакла лиризам, непосредност и музикалност као његова основна обележја. У свом песничком развоју ишао је обрнутим путем од оног који су прошли Црњански и други експресионисти. Песник Стражилова, пошавши од сасвим конкретних историјских и еротских тема, тежи лирској иматеријализацији предмета. Дединац, напротив, полази од флуидних емоционалних стања да би касније изразио сасвим одређене егзистенцијалне и историјске ситуације. Његове ране песме (циклус „Зорило и ноћило“, 1922. и др.) личе на нефигурално сликарство, у којем нема предмета него само црта и боја, или, још више, на музику, која је самом својом природом лишена сваке предметне конкретности. Крајња тачка тог начина певања достигнута је у антипоеми Јавна птица (1926), једном од најзначајнијих надреалистичких текстова. Спонтани лиризам првих песама у њој је потиснут свесним тражењима и експериментисањем с изразом и обликом.
Заокрет од апстрактног лиризма раних песама ка поезији стварности почиње с поемом Један човек на прозору (1937). Основна је ситуација симболична: песник је на прозору, тачније иза затвореног прозора, и посматра олују што бесни по граду. Он као да се с муком одваја од затвореног и безбедног света у којем је до тада живео, окреће се свету изван себе, урања у спољна збивања, жуди за сусретима и давањем. Док је у овој поеми дата ситуација човека који посматра непогоду, у народној збирци, Песме из дневника заробљеника број 60211 (1947), имамо ситуацију човека у невремену, драму човекова пада у стварност. Збирка је мешавина поетске прозе и стихова, дневничких записа и песама. То је поезија о ропству и страдању, о чежњи за слободом, поезија љубави према завичају, својим најближим и отаџбини, настала у најбољим традицијама српске слободарске поезије. Дединац је у њу унео своју профињену лирску осећајност; лирско је у њој на изванредан начин повезано с материјалним податком, с историјским околностима. У његовим песмама нема ничег декларативног, паролашког, програмског; иако прожете суморном стварношћу епохе, оне су остале најчистија лирика.
Сасвим друкчију оријентацију откривају песме које су у збирци Од немила до недрага (1957) назване „Песнички огледи са путовања по Црној Гори“. Неке од тих песама настале су пре рата, али као целина циклус је уобличен у послератном раздобљу, тако да се могу узети као трећа, завршна етапа у Дединчевом песничком развитку. На песничким путовањима по Црној Гори песника не привлаче судбине људи нити историја земље, него природа, камен, птице, сунце, маслине, небо. Та поезија испуњена је небеским видицима, сунцем и светлошћу. Црну Гору песник види као земљу отворену небесима. Пењање уз планинске врлети завршава се урањањем у небеска пространства. Све песме прожима чежња за стапањем с природом, нестајањем у космосу. Човек је у њој судеоник велике пантеистичке драме света и космоса. Црногорски циклус тако заокружује Дединчево песничко дело. Стварано у тишини и осамљености, то дело је ипак, ослоњено на најбоље традиције српске поезије, лирску, слободарску и космичку, и прожето узнемиреним ритмом епохе.
Један је од људи којима је Добрица Ћосић посветио поглавље у свом роману Пријатељи.
Сахрањен је у Алеји народних хероја на Новом гробљу